# SARDU
SARDU (Shardana Antivirus Rescue Disk Utility) è un software per Windows e Linux che permette di creare sistemi Multiboot Live USB o Live DVD avviabili contenenti Rescue Disks antivirus, collezioni di Utilities e Recovery Disks, Live CD Linux, Windows PE; può essere utilizzato anche per effettuare una installazione di Windows senza dover masterizzare il CD o il DVD, ma utilizzando soltanto una chiave USB o un USB hard-disk.
SARDU può scaricare I live CD supportati, avendo un "downloader" integrato, premendo sull'apposito pulsante, oppure si può fornirgli il proprio file .iso precedentemente scaricato. Eventuali iso non presenti nella lista possono essere gestite utilizzando le funzioni extra nella sezione apposita.
Le .iso verranno unite in un unico supporto USB o DVD.
SARDU al suo interno contiene una funzione in grado di masterizzare le .iso.

Le immagini .iso e le USB multiboot ottenute possono essere testate con QEMU integrato.

## Caratteristiche
SARDU può creare un Multiboot Live USB o Live DVD avviabile con un menu di scelta rapida dal quale avviare il singolo software scelto.
Il download delle singole .iso si può attivare cliccando sull'apposito pulsante
La scelta delle .iso da gestire viene effettuata cliccando sull'apposito checkbox.

A differenza di UNetbootin SARDU può gestire e creare un unico supporto avviabile con più Live CD.

Tramite un modulo chiamato "barrosu" è in grado di gestire le installazioni di Windows Vista, Windows 7, Windows 8 e Windows 10 in un'unica penna USB FAT32.

## Requisiti
- Microsoft Windows 2000/Windows XP/Windows Vista/Windows 7/Windows 8/Windows 10.
- Linux
- Una connessione Internet a banda larga per scaricare il file .iso della distribuzione (a meno che non si stia usando una immagine .iso scaricata in precedenza).